# Vír
Vír település Csehországban, a Žďár nad Sázavou-i járásban. Vír Chlum-Korouhvice, Věstín, Bystřice nad Pernštejnem, Dalečín és Koroužné településekkel határos. Lakosainak száma 695 fő (2024. január 1.).

## Népesség
A település lakosságának változását az alábbi diagram mutatja:
| Lakosok száma | 528  | 514  | 616  | 1204 | 853  | 759  | 711  | 714  | 705  | 695  |
|               | 1869 | 1890 | 1921 | 1950 | 1980 | 2001 | 2017 | 2019 | 2022 | 2024 |